# Ramsund Orlogsstasjon
Ramsund Orlogsstasjon (ROS) er Sjøforsvarets eneste flådestation i Nordnorge. Den ligger i byen Ramsund i Tjeldsund kommune og er den ene af tre større offentlige arbejdspladser der.
Forsvaret har til sammen 200 arbejdspladser i Ramsund, Harstad og Sortland. Størstedelen af stillingerne er besat af civile ansatte og varierer fra administrative stillinger til værkstedsfunktioner, vedligeholdelse til rene militære opgaver. På flådestationen er Sjøforsvarets forsyningskommando, Marinejegerkommandoen, Minedykkerdelingen Nordnorge samt Sjøforsvarets forsyningskommando teknisk division Nordnorge.
Selve administrationen ved ROS er i dag underlagt RSF Troms-Finnmark, med en ledelse stationeret på Bardufoss. RSF står for regional støttefunktion og er en afdeling som leverer alle støttetjenester til andre operative militære afdelinger. Fra Ramsund leveres tjenester indenfor administration, personaleforvaltning, indkvartering, forplejning og transport.
Flådestationen blev etableret i 1913.
68°30′N 16°30′Ø / 68.5°N 16.5°Ø